# Little Odessa
Little Odessa ("Klein Odessa") is een Amerikaanse misdaadfilm uitgebracht in 1994. De film was het regiedebuut van James Gray. De film met in de hoofdrollen Tim Roth, Edward Furlong, Moira Kelly en Vanessa Redgrave ontving een Zilveren Leeuw op het Filmfestival van Venetië en de Belgische Grote Prijs van de Unie van de Filmkritiek. De film kreeg ook lof van de Franse nouvelle vague-meester Claude Chabrol.

## Verhaal
Little Odessa, een wijk in New York waar veel Russische joden wonen, wordt geregeerd door de Russische maffia. Na vele jaren keert de koele huurmoordenaar Josha terug om daar een opdracht uit te voeren. Zijn korte verblijf groeit uit tot een ijzingwekkende nachtmerrie. Na een bikkelharde confrontatie met zijn vader staat Josha op het punt de enige mensen van wie hij houdt, te verliezen.

## Achtergrond
Little Odessa werd opgenomen van 20 januari tot 28 februari 1994 in de wijken van Brooklyn, met een budget van naar schatting 2.300.000 dollar, waarvoor James Gray twee jaar tijd nodig had om die bijeen te krijgen. Gray maakte de keuze met vrij lange shots te werken (de gemiddelde lengte per shot in de film is 12 seconden, terwijl dat bij andere Hollywoodfilms van die tijd gemiddeld 3 tot 6 seconden is). De film ging in première op het filmfestival van Venetië in 1994, waar het de Zilveren Leeuw won.
De titel van de film verwijst naar de plaats waar de film zich afspeelt, de wijk Brighton Beach, die de bijnaam Little Odessa kreeg vanwege de aanwezigheid van veel Russische restaurants en supermarkten.

## Rolverdeling
| Acteur               | Personage        |
| -------------------- | ---------------- |
| Tim Roth             | Joshua Shapira   |
| Edward Furlong       | Reuben Shapira   |
| Vanessa Redgrave     | Irina Shapira    |
| Maximilian Schell    | Arkady Shapira   |
| Moira Kelly          | Alla Shustervich |
| Paul Guilfoyle       | Boris Volkov     |
| Natalya Andrejchenko | Natasha          |

## Wetenswaardigheden
- Het gebouw 9701 Shore Road, dat de minnares van Arkady Shapira gebruikt, was ook te zien in de film Saturday Night Fever uit 1977.
- De film werd niet in volgorde opgenomen, zodat er in sommige shots sneeuw te zien is en in andere dan weer niet.
- Wanneer Maximilian Schell Russisch praat is dat onverstaanbaar, buiten de simpelste woorden.